# Paul Kariuki Njiru
Pour les articles homonymes, voir Njiru.
Paul Kariuki Njiru, né le 11 mars 1963 à Kathunguri, est un prélat catholique kényan, évêque d'Embu de 2009 à 2023 puis évêque de Wote.

## Biographie
Paul Kariuki Njiru est ordonné prêtre le 1er mars 1993. 
Le pape Benoît XVI le nomme évêque d'Embu le 9 mai 2009. Il reçoit la consécration épiscopale des mains du cardinal John Njue, archevêque de Nairobi le 25 juillet suivant.
Fin 2014 au Kenya, l'association des médecins catholiques du Kenya a affirmé avoir trouvé un antigène, l'hormone chorionique gonadotrope humaine, qui provoque des fausses couches, dans un vaccin antitétanique, injecté durant la campagne de vaccination soutenue par le gouvernement kényan. L'association a rappelé que l'Église catholique gère 54 hôpitaux, 83 centres de santé, 17 écoles de médecins et d'infirmier au sein d'un réseau de soins et que ce réseau procure également des vaccinations. Paul Kariuki Njiru, en tant que président de la Commission de la Santé de la Conférence épiscopale du Kenya, a alors largement communiqué, accusant l’OMS, l’Unicef et le gouvernement kényan d’avoir délibérément inoculé à leur insu du βhCG à des patientes afin de les stériliser à leur insu, alimentant ainsi une controverse sur la vaccination. Le gouvernement a catégoriquement démenti la présence de ces hormones dans les vaccins, qui n'aurait de toutes manières pas eu d'effet stérilisateur.
Le 22 juillet 2023, il est nommé premier évêque du diocèse de Wote.